# Cantó de Vescovato
El cantó de Vescovato és una antiga divisió administrativa francesa situat al departament de l'Alta Còrsega i a la Col·lectivitat Territorial de Còrsega. Va desaparèixer el 2015.

## Geografia
El cantó és organitzat al voltant de Vescovato dins el districte de Corte. La seva alçària varia de 0 (Castellare-di-Casinca) a 1 218 m amb una alçària mitjana de 326 m.

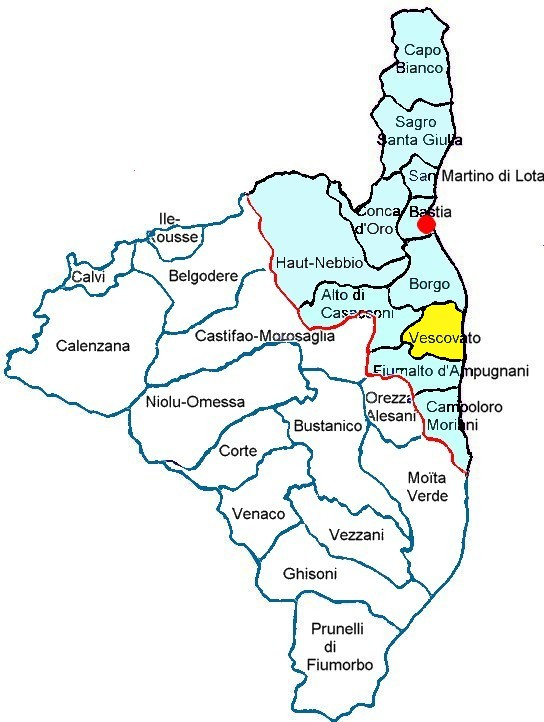
Localització del cantó de Vescovato

## Administració
| Període   | Identitat       | Partit           | Qualitat |
| --------- | --------------- | ---------------- | -------- |
| 2001-2015 | Joseph Castelli | Corse Démocratie |          |

## Composició
| Nom                   | Població | Codi Postal | Codi Insee |
| --------------------- | -------- | ----------- | ---------- |
| Castellare-di-Casinca | 498      | 20213       | 2B077      |
| Loreto-di-Casinca     | 234      | 20215       | 2B145      |
| Penta-di-Casinca      | 2 438    | 20213       | 2B207      |
| Porri                 | 47       | 20215       | 2B245      |
| Sorbo-Ocagnano        | 716      | 20213       | 2B286      |
| Venzolasca            | 1 333    | 20215       | 2B343      |
| Vescovato             | 2 316    | 20215       | 2B346      |

## Demografia
| 1962  | 1968  | 1975  | 1982  | 1990  | 1999  | 2012  |
| ----- | ----- | ----- | ----- | ----- | ----- | ----- |
| 3.688 | 4.519 | 5.210 | 5.558 | 6.548 | 7.582 | 9.142 |